# Luciano Pignatelli
Luciano Pignatelli (Giovinazzo, 24 aprile 1963 – Castel Morrone, 4 dicembre 1987) è stato un militare italiano, carabiniere dell'Arma dei Carabinieri, insignito della medaglia d'oro al valor militare alla memoria.

## Biografia

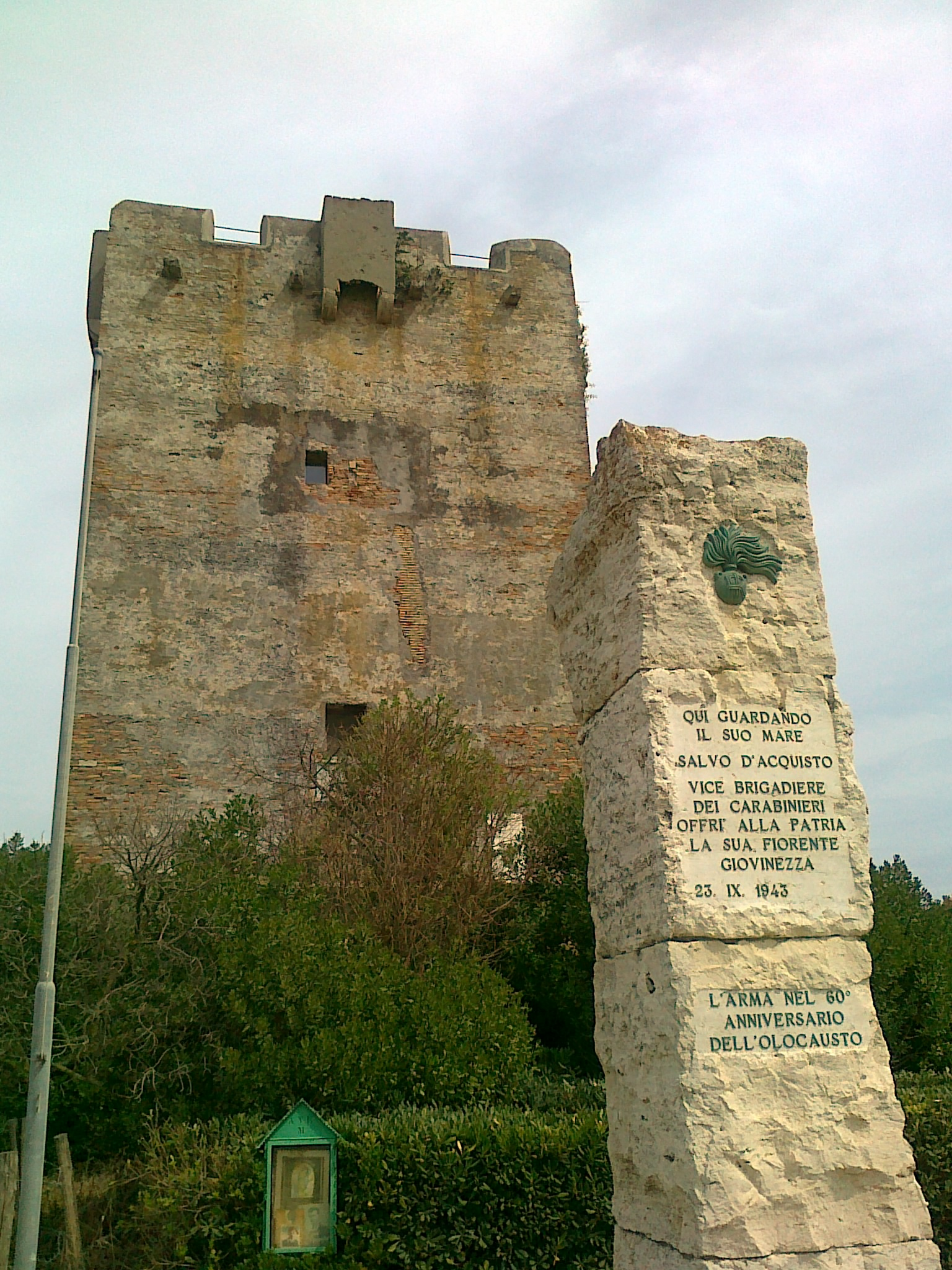
La torre di Palidoro e la lapide a Salvo d'Acquisto.

Il giorno 4 dicembre 1987, i Carabinieri Carmelo Gangi e Luciano Pignatelli, entrambi liberi dal servizio e in abiti civili, sono brutalmente uccisi da alcuni rapinatori. I due, avuta notizia che si stava consumando la rapina ai danni di un bar di Castel Morrone (CE), si mettono, con la propria autovettura, all’inseguimento dei rapinatori. Ad un incrocio i banditi aprirono il fuoco contro i Carabinieri, con un fucile ed alcune pistole. Pignatelli, che è alla guida, è raggiunto da uno dei proiettili e la macchina finisce fuori strada, ribaltandosi in una scarpata. Secondo quanto emerso dall’inchiesta, Mauriello Francesco, Basco Antonio, Spierto Pasquale e Maisto Vincenzo, questi i nomi degli assassini, approfittando della debolezza dei due Carabinieri, impossibilitati a muoversi, scendono dalla loro auto e sparano di nuovo, al fine di essere sicuri di aver ucciso i militari.

## Riconoscimenti
Alla sua memoria è intitolata, dal 29 aprile 2022, la caserma sede del Comando Stazione Carabinieri di Giovinazzo (BA), e dal 2024 la Motovedetta d’Altura CC N812 di Pantelleria (TP). 